# Conciertos para piano de Wolfgang Amadeus Mozart
Los conciertos para piano y orquesta de Wolfgang Amadeus Mozart son un conjunto de veintisiete obras de este género escritas por el compositor austriaco entre 1767 y 1791.
La estructura de estos conciertos está escrita en tres movimientos siguiendo el esquema clásico: un primer movimiento rápido (suele ser un allegro), un segundo movimiento lento (suele ser un Adagio o un andante) y un tercer movimiento rápido (normalmante, allegro, aunque también aparece con indicaciones de allegretto o presto). En cuanto a la forma, los primeros movimientos siempre están compuestos en forma bitemática tripartita o forma sonata, el segundo movimiento en forma sonata abreviada, mientras que el tercero suele ser un rondó. Todos los conciertos están escritos en tonalidades mayores, excepto dos: el n.º 20, en re menor, y el n.º 24, do menor. Los conciertos presentan sus segundos movimientos en la tonalidad de la dominante, a excepción de siete: dos escritos en modo menor (números 20 y 24), en los que el segundo tiempo está en la tonalidad del VI, y otros cinco conciertos, cuyos segundos movimientos están escritos en el relativo menor de la tonalidad principal: el n.º 4 (KV 41), el n.º 9 (KV 271), el n.º 18 (KV 456), el n.º 22 (KV 482) y el n.º 23 (KV 488).
En sus conciertos para piano, Mozart exhibe una enorme habilidad técnica y un dominio completo de los recursos que ofrece la orquesta, creando un amplio abanico de afectos y emociones. Sus conciertos presentan, en líneas generales, un carácter improvisatorio y virtuosístico, sobre todo en los primeros movimientos, que explotan todas las posibilidades técnicas del piano de la época. En la actualidad, se considera que los conciertos para piano de Mozart constituyen la cumbre del concierto clásico y son los más influyentes para la posterioridad. Tres de sus conciertos para piano (números 20, 21 y 23) se hallan entre las obras más grabadas y conocidas del repertorio clásico.
La primera edición completa de los conciertos fue la de Richault de alrededor de 1850. Desde entonces las partituras y los autógrafos han resultado asequibles a través de las publicaciones de, entre otros, W. W. Norton, Eulenberg y Dover Publications.

## Los conciertos para piano

### Orígenes
En la historia los primeros conciertos para piano fueron escritos, entre otros, por Carl Philipp Emanuel Bach, Johann Christian Bach, Antonio Soler, Georg Christoph Wagenseil, Johann Schobert, Johann Baptist Vanhal y Joseph Haydn. Aún antes, en el Concierto de Brandeburgo n.º 5 de Johann Sebastian Bach, la parte de teclado es la más prominente entre los instrumentos. Esas obras, con su alternancia de tutti orquestales y pasajes solistas virtuosísticos, deben su estructura a la tradición de las arias barrocas, de los que los primeros movimientos de los conciertos para piano de Mozart heredaron sus básicas estructuras ritornélicas. Una estructura similar puede observarse en los conciertos para violín de Antonio Vivaldi, quien estableció la forma, a lo largo del armazón en tres movimientos del concierto; o en Viotti, quien dividía el concierto en seis secciones.
Mozart dio importancia a sus conciertos para piano, algunos fueron concebidos para ser interpretados por él mismo en Viena entre 1784 y 1786. Cabe hacer alusión a que el padre del compositor le hizo escribir un «concierto para clavecín» a los cuatro años de edad, pocos meses después de haber iniciado sus estudios de composición. Según Philip Radcliffe, el concierto clásico es quizá el género más próximo a la ópera; por tanto, no es de extrañar que Mozart, uno de los pocos grandes compositores que sintió una gran atracción tanto por la ópera como por la música instrumental, encontrara en el concierto una forma particularmente agradable.
Los conciertos para piano y orquesta de Mozart fueron estudiados por Donald Francis Tovey  en sus Essays in musical analysis (1903), y más tarde, se abordaron como tema principal en los libros de Cuthbert Girdlestone y Arthur Hutchings de 1940 y 1948, respectivamente. Hans Tischler publicó un análisis estructural y temático de los conciertos en 1966, así como Charles Rosen, y Leeson y Robert Levin. En los últimos años, dos de los conciertos (concretamente los números 20 y 21) han sido por primera vez analizados en profundidad en una publicación elaborada por David Grayson y que forma parte de las colecciones del Cambridge Music Handbook.

### Primera etapa (1767-1779)

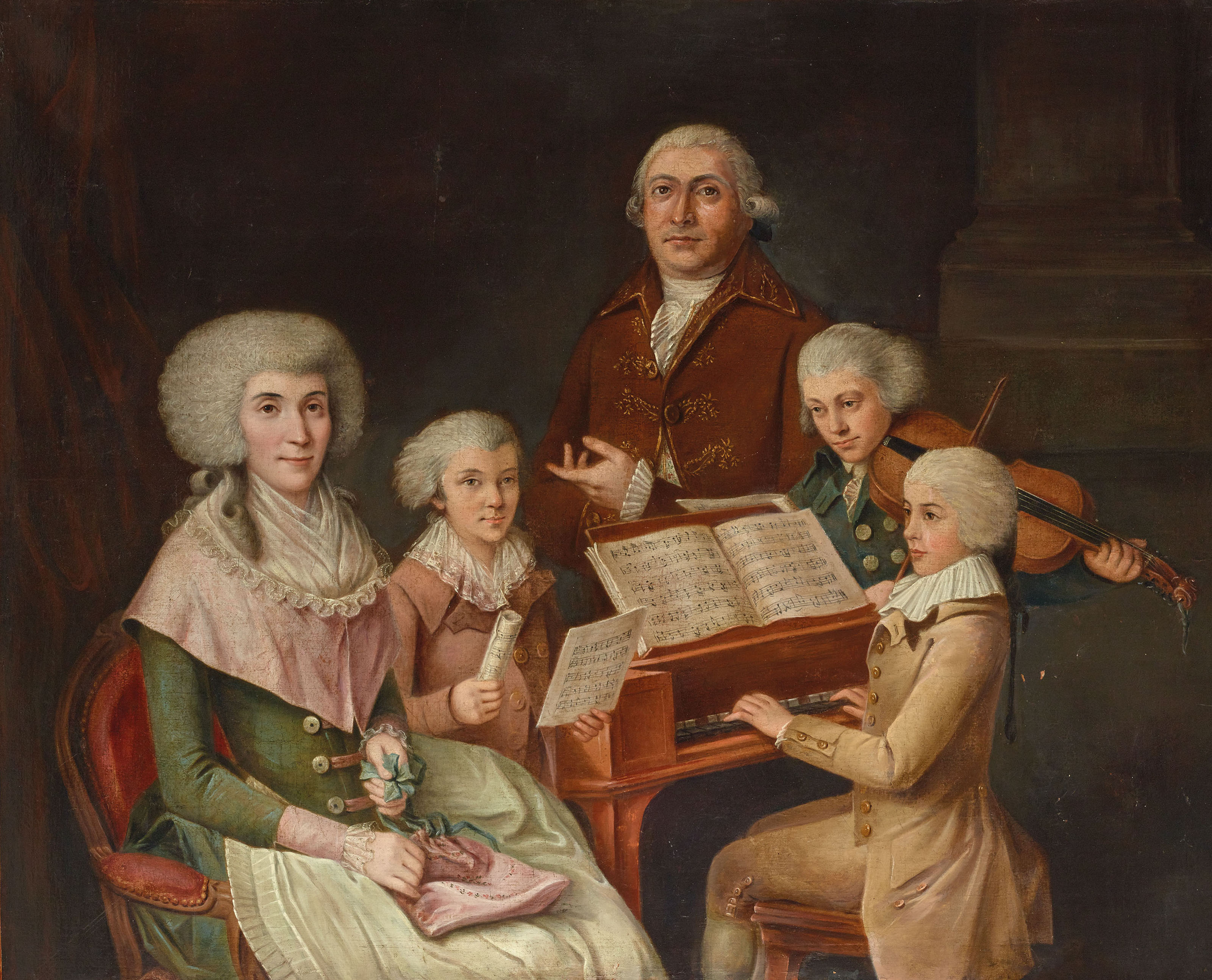
Wolfgang tocando el clavicordio y Thomas Linley (de la misma edad) el violín, durante su estancia en Florencia en 1770; un año después, el pequeño Mozart escribiría sus cuatro primeros conciertos para piano, que son arreglos orquestales y para teclado de movimientos de sonatas de otros compositores, y no obras originales. El lienzo refleja la importancia que tuvo la música de cámara en la educación musical del joven genio.

Los primeros conciertos para piano de Mozart, números 1–4 (KV 37, 39, 40 y 41) fueron arreglos orquestales y para teclado de movimientos de sonatas de otros compositores, y no obras originales. El reconocimiento de este hecho llevó a considerar la numeración de los conciertos como incorrecta, por lo que en algunos libros recientes (por ejemplo, en los de Girdlestone) se hace referencia a los conciertos con numeraciones cuatro unidades más reducidas que sus cifras conocidas y familiares usadas en la actualidad.
Mozart también escribió tres arreglos de sonatas para piano de Johann Christian Bach (op 5. n.º 2, en re mayor; op. 5. n.º 3, en sol mayor y op. 5. n.º 4, en mi bemol mayor, todas compuestas en 1766), catalogadas como KV 107/1, KV 107/2 y KV 107/3 respectivamente. Estas obras fueron escritas entre 1771 y 1772, fechas que se han podido obtener basándose en el análisis de la caligrafía de los autógrafos.
El primer concierto original de Mozart, en el que introduce nuevo material temático en la primera sección del piano solo, es el n.º 6, KV 238, en si bemol mayor que data de 1776. Fue su primer inicio real en el género, y gozó de gran popularidad durante mucho tiempo.

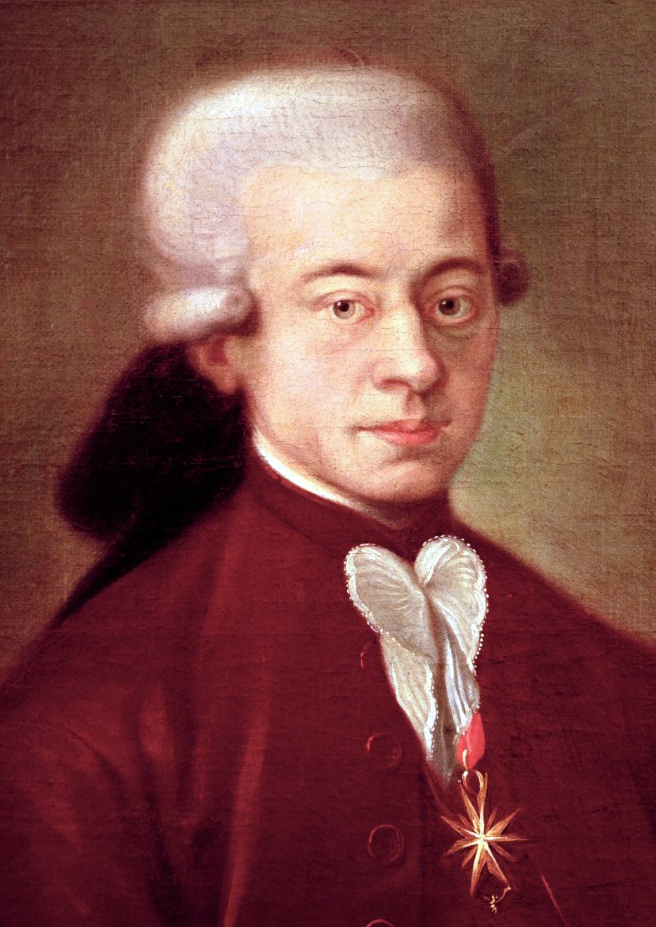
Mozart en 1777, año en que compuso su Concierto para piano n.º 9. Este retrato fue pintado en Bolonia por un artista desconocido.

Los dos siguientes, números 7 y 8 (KV 242 y KV 246) no son generalmente considerados como obras en las que se produjera un gran avance, a pesar de que el n.º 7, el concierto para tres pianos, sea muy conocido en la actualidad. Sin embargo, nueve meses después de haber escrito el n.º 8, Mozart produjo una de sus primeras obras maestras, el Concierto «Jeunehomme», n.º 9, KV 271. Esta obra ofrece un avance decisivo en la organización del primer movimiento; además, presenta ciertos rasgos atípicos, tales como la interrupción dramática del inicio orquestal por parte del piano tan solo después de un compás y medio. El último concierto que escribió Mozart en Salzburgo fue el célebre concierto n.º 10 para dos pianos, KV 365: la presencia del segundo piano altera la estructura "normal" de la interacción piano-orquesta.
Finalmente, a esta primera etapa pertenece un fragmento de un concierto para violín y piano, KV A056/315f, iniciado por Mozart en Mannheim en  noviembre de 1778 para ser interpretado por sí mismo (piano) y por el violinista Ignaz Fränzl. El proyecto se abandonó cuando el príncipe elector Carlos Teodoro de Baviera trasladó la corte y la orquesta (de la que formaba parte Fränzl) a Múnich.

### Los tres primeros conciertos vieneses (1782-1783)
Tras su ruptura definitiva en 1781 con el Príncipe-arzobispo de Salzburgo, Hieronymus von Colloredo, Mozart se estableció en Viena como músico por cuenta propia. Los diecisiete conciertos escritos en esta etapa vienesa ocupan un lugar central en la producción mozartiana. Los compuso en primera instancia como repertorio de sus propios conciertos públicos y procuró que agradasen a toda una multiplicidad de oyentes. Cada uno de los conciertos de Viena es una obra maestra individual; todos juntos evidencian al mejor Mozart.
Aproximadamente dieciocho meses después de que llegase a Viena, en el otoño de 1782, Mozart escribió una serie de tres conciertos destinados a ser interpretados por él mismo en sus conciertos por subscripción. Escribió, sin embargo, en la primavera de ese año, un rondo finale de sustitución, KV 382, para el n.º 5, una obra que resultó ser muy popular (en octubre de 1782 completó otro rondó, en la mayor, KV 386, posiblemente destinado a ser un final alternativo para el KV 414, n.º 12). Este grupo de tres conciertos fue descrito por Mozart a su padre en una famosa carta:

Estos conciertos [números 11, 12 y 13] son un feliz medio entre lo que es demasiado fácil y demasiado difícil; son muy brillantes, agradables al oído, y naturales, sin ser insípidos. Hay pasajes aquí y allí de los que únicamente los entendidos pueden obtener satisfacción; pero estos pasajes están escritos de forma que el oyente común los encontrará satisfactorios también, aunque sin saber por qué... El dorado promedio de la verdad en todas las cosas no es más largo ni conocido o apreciado. Cuando únicamente se tiene la intención de ganar aplausos uno debe escribir algo que sea tan fútil que hasta un cochero pudiera tararearlo, o tan ininteligible que resulta agradable precisamente porque un hombre insensible puede entenderlo.
Carta de Mozart a su padre desde Viena, fechada el 28 de diciembre de 1782

Este pasaje apunta a un importante principio de los conciertos de Mozart: que éstos fueron diseñados para entretener al público y no solamente para satisfacer un impulso artístico.
Estos tres conciertos son bastante diferentes de cualquier otro concierto mozartiano: son obras relativamente íntimas, a pesar de la burlesca grandeza del último. El n.º 12, KV 414 en la mayor, el segundo de la serie, es particularmente sutil: es con frecuencia descrito como «tirolés», y guarda algún parecido con el concierto en la mayor, KV 488. El último de estos tres, n.º 13, KV 415, es quizá la obra más ambiciosa de la serie, que introduce el primer tema, de carácter militar, en un canon con un impresionante inicio orquestal: el último movimiento está considerado el mejor. Como el KV 414, es comparado con un concierto posterior en la misma tonalidad, el n.º 21, KV 467.

### Las obras maestras de madurez (1784-1786)
El siguiente concierto, el KV 449 en mi bemol mayor, es un nexo de unión con un periodo de gran creatividad que nunca ha sido sobrepasado en la producción de conciertos para piano. Desde febrero de 1784 hasta marzo de 1786, Mozart escribió no menos de once obras maestras, y en diciembre de 1786 prosiguió con el n.º 25 (KV 503). El avance en técnica y estructura desde los primeros ejemplos de Viena está marcado desde el primero de los conciertos de su serie más madura. Escrito para ser interpretado por su discípula Barbara Ployer, el concierto (KV 449) es la primera obra instrumental de Mozart que muestra la profunda influencia de su escritura operística. El n.º 15, KV 450, el siguiente, muestra una vuelta a un temprano estilo galante. Por su parte, el n.º 16, KV 451 es una obra no muy conocida, y con respecto a ella existe diversidad de opiniones entre algunos investigadores actuales: por ejemplo, a Arthur Hutchings parece no haberle agradado particularmente, aunque Girdlestone la valora muy positivamente. El primer movimiento es ampliamente «sinfónico» en estructura y marca un paso más allá en las interacciones entre el piano y la orquesta. Sorprendentemente, Mozart anota que lo completó únicamente en una semana después que el previo, KV 450.
Los tres conciertos siguientes, el n.º 17, KV 453, el n.º 18, KV 456 y el n.º 19, KV 459, pueden ser considerados como integrantes de un mismo grupo, puesto que todos ellos comparten ciertos rasgos, tales como el mismo ritmo en el inicio (escuchado también en el KV 415 y en el KV 451). El KV 453 fue escrito para Barbara Ployer, y es célebre en particular por su último movimiento, aunque es en general una gran obra. Del siguiente concierto, en si bemol mayor, KV 456, se pensó durante largo tiempo que había sido escrito para ser interpretado en París por la pianista ciega Maria Theresia von Paradis. Se trata de una obra breve, con un delicado movimiento lento. Finalmente, el KV 459, n.º 19, es una composición de carácter alegre, con un excitante final.

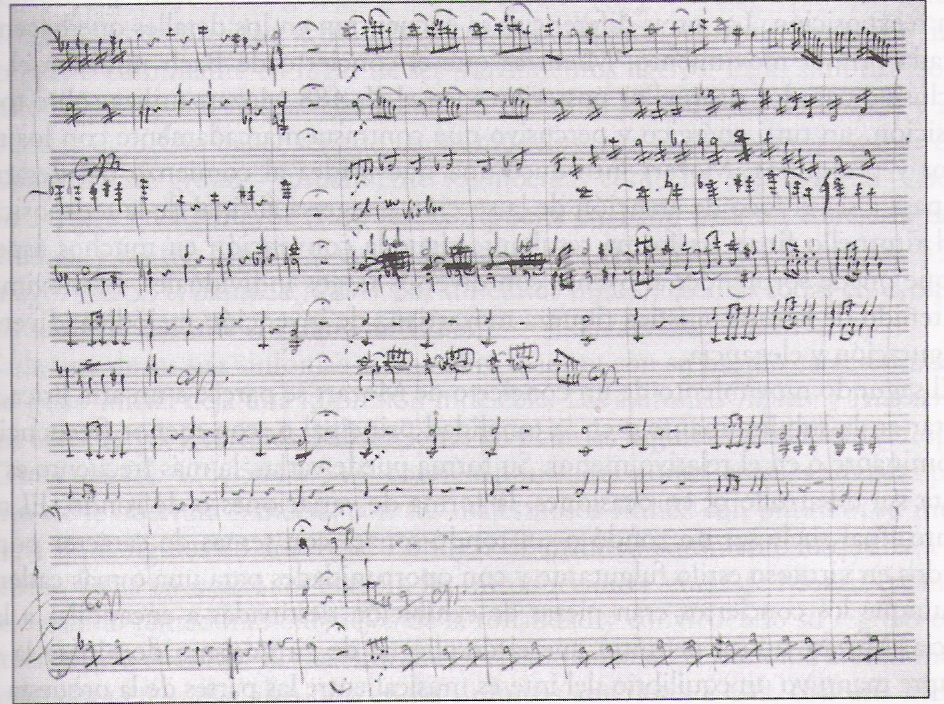
Una página del Concierto para piano n.º 21, KV 467, fechado en febrero de 1785. Es de sobra conocida la rapidez con la que componía Mozart: se cree que tardó en terminar este concierto concreto en un mes -muchos compositores habrían tardado un mes en copiar únicamente un concierto de esta extensión (83 páginas). El KV 467 tiene sorprendentemente pocas correcciones y revisiones, pero hacia la mitad de la página podemos ver dónde decidió Mozart revisar cierto desequilibrio.

La producción concertística del año 1785 se caracteriza por el contraste entre el n.º 20 en re menor, KV 466 y el n.º 21 en do mayor, KV 467, de nuevo, sorprendentemente, escritos en el mismo mes (véase una imagen de una página manuscrita de este último en el margen izquierdo). Estas dos obras, una, el primer concierto escrito enteramente en modo menor de Mozart, una composición oscura y tempestuosa, y el otro, de carácter optimista, se encuentran entre las obras más populares que Mozart produjo. El último concierto del año, el n.º 22 en mi bemol mayor, KV 482, es algo menos popular, probablemente porque carece de los llamativos temas de los dos primeros. Mozart no escribió cadenzas para estos conciertos.
Mozart se las arregló para escribir dos piezas más en el mes de marzo de 1786. En primer lugar, el n.º 23 en la mayor, KV 488, uno de los más populares de sus conciertos, que se caracteriza por su conmovedor movimiento lento en fa sostenido menor, la única obra que escribió en esta tonalidad. Fue seguido por el n.º 24, KV 491, que Hutchings considera su esfuerzo más sutil: se trata de una obra oscura y apasionante, hecha más sorprendente por su restricción clásica, y el movimiento final, un conjunto de variaciones, es comúnmente considerado como «sublime». La última obra del año, el n.º 25, KV 503, es uno de los conciertos clásicos más extensos, rivalizando con el Concierto para piano n.º 5 de Ludwig van Beethoven. El KV 503 fue el último de las series regulares de conciertos que Mozart escribió para sus conciertos por suscripción.

### Últimos conciertos (1788-1791)

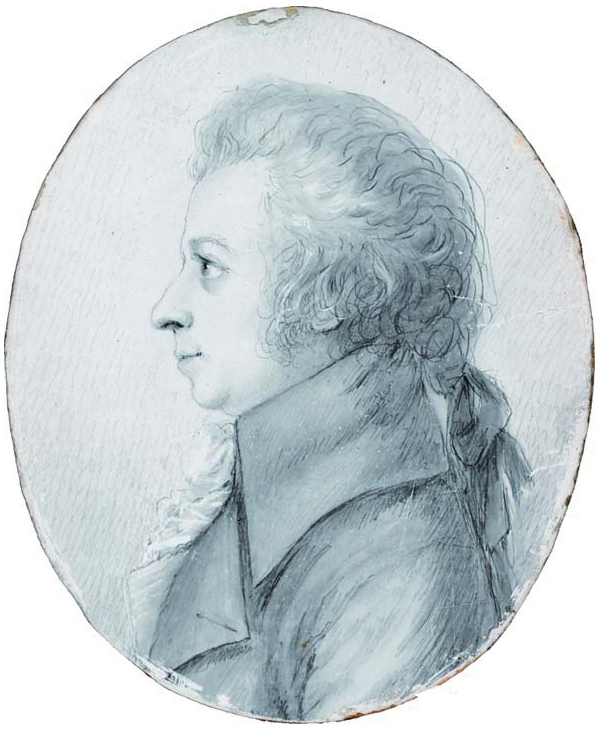
Mozart en 1789, por Doris Stock. Un año antes, había concluido el Concierto para piano n.º 26, conocido como «de la Coronación» por haber sido interpretado con ocasión de la coronación de Leopoldo II como Emperador del Sacro Imperio Romano Germánico en octubre de 1790 en Fráncfort del Meno.

La siguiente obra, el n.º 26, KV 537, el Concierto «de la Coronación», completado en febrero de 1788, se trata posiblemente de la revisión de un concierto más pequeño para orquesta de cámara. Esta composición ha sido objeto de críticas favorables y desfavorables y, a pesar de sus problemas estructurales, se trata de una obra popular. Dos fragmentos de los conciertos para piano, el KV 537a y el KV 537b, en re mayor y re menor respectivamente, fueron también probablemente iniciados en este mes, aunque quizá antes. Finalmente, el último concierto, el n.º 27, KV 595 fue la primera obra que escribió Mozart en su último año de vida: representa un retorno de Mozart al género. Su textura es escasa, íntima e incluso elegíaca.

## El concepto mozartiano del concierto para piano
En las obras de su periodo maduro, Mozart creó una única concepción del concierto para piano, que trataba de solucionar el difícil problema de cómo debe ser tratado el material temático por parte de la orquesta y el piano. Con la excepción de los sutiles conciertos n.º 9, KV 271 (Concierto «Jeunehomme») y n.º 12, KV 414 (el «pequeño la mayor»), todos sus mejores ejemplos son de sus conciertos de madurez.

### Estructura del primer movimiento
La forma de los primeros movimientos de los conciertos para piano de Mozart ha generado mucha discusión. El análisis de los conciertos para piano de Mozart llevado a cabo por Tovey en sus Essays in musical analysis ha sido fuente de inspiración para muchos estudios posteriores. Empleando la terminología de Arthur Hutchings, constan de forma general de las siguientes secciones:
- Preludio (orquesta).[nota 10]
- Exposición (piano y orquesta), que termina con un trino, en la dominante (para los conciertos escritos en tonalidad mayor)[nota 11] o en el relativo mayor (para los conciertos escritos en tonalidad menor).[nota 12]
- Primer ritornello (orquesta).
- Sección central (piano y orquesta).
- Reexposición (piano y orquesta).
- Ritornello final (orquesta, pero incluyendo siempre una cadenza para piano).

Esta estructura es fácil de identificar al escuchar un concierto, particularmente porque los finales de la exposición y la recapitulación suelen estar marcados por la presencia de trinos.
Se ha intentado equiparar esta estructura con la forma sonata, pero con una doble exposición, por lo que:
- El preludio equivaldría a la introducción.
- La exposición equivaldría a la segunda exposición.
- La sección central equivaldría al desarrollo.
- La recapitulación más el ritornello final equivaldrían a la recapitulación o reexposición más la coda.

Sin embargo, aunque existan grandes correspondencias, esta simple equiparación no hace justicia con el esquema mozartiano. Por ejemplo, el concierto para piano puede perfectamente no incluir un segundo grupo bien definido de sujetos en el preludio; y en particular, no presenta una modulación definitiva a la dominante en esta sección, como sería de esperar en una forma sonata, incluso aunque Mozart se sintiese libre de cambiar el sentido de la tonalidad alrededor de ésta y de otras secciones. La razón para esto, como señala Tovey, es que el propósito del preludio es generar un sentido de expectación que conduzca hacia la entrada del piano; y esto podría venir de la propia música, y no solo del título que tuviese la página. Si se impusiese una forma sonata completa en el preludio, éste podría adoptar cierto carácter autónomo, por lo que cuando el piano entrase, no sería más que un hecho accidental en todo el conjunto de la estructura. Dicho de otra manera, en la forma sonata, el primer grupo de sujetos genera una expectación para el segundo grupo, con el que está vinculado; esto tendería a restarle atención e importancia a la entrada del piano —un efecto que, como observa Tovey, tan solo fue aprovechado por Beethoven—. En cambio, en el concepto mozartiano, la entrada del piano es siempre un momento de gran importancia y varía considerablemente de un concierto a otro. La única excepción a esta regla es la dramática intervención del piano en el segundo compás del Concierto «Jeunehomme», que es, no obstante, lo suficientemente secundaria como para no perturbar la estructura general. El preludio, más que ser un «medio galope preliminar» de los temas del concierto, tiene el papel de introducir y familiarizar al espectador con el material que se usará en las secciones de ritornello, de tal forma que experimente una sensación de regreso en cada una de ellas. Técnicamente, por lo tanto, las secciones de ritornello solo deben incluir temas presentados previamente en el preludio. En la práctica, sin embargo, Mozart se permite a sí mismo saltarse ocasionalmente esta norma. Por ejemplo, en el Concierto para piano n.º 19, el primer ritornello introduce un nuevo tema, que, no obstante, juega un papel secundario, enlazando las reafirmaciones del primer tema.
El preludio es invariablemente rico en material temático, llegando a introducir hasta seis o más temas bien definidos. Sin embargo, podemos clasificar los conciertos en dos grandes grupos, según el tipo de temas que posean:
- El primer grupo lo formarían los conciertos más populares, como los números 19, 20, 21 y 23, los cuales suelen presentar temas bien marcados.
- En el otro grupo, formado por conciertos como los números 11, 16, 22 y 27, los temas están menos marcados, y el efecto general es de homogeneidad. Conforme fue progresando la capacidad compositiva de Mozart, esos temas se hicieron en ocasiones menos estróficos por naturaleza, es decir, Mozart los envolvió en un todo más unificado.

Además del material temático del ritornello, casi todos los conciertos maduros de Mozart introducen nuevo material temático en la exposición del piano, con las excepciones del KV 488 en la mayor y el KV 537. Hutchings los reconoce etiquetando los temas del ritornello con las letras mayúsculas por orden alfabético (A, B, C...) y los temas de la exposición con caracteres en minúscula (x, y...). La mayoría de ellos son introducidos en primer lugar por el piano; pero en ocasiones (por ejemplo, el tema 'y' del Concierto para piano n.º 19) la orquesta juega este papel. A veces, la exposición comienza con uno de esos nuevos temas (en los conciertos para piano números 9, 20, 22, 24 y 25), pero la exposición puede también empezar restableciendo uno de los temas del preludio.
Aparte de los temas del preludio y de la exposición, la exposición contiene habitualmente varias secciones libres en las que se luce el piano; pero, al contrario de la concepción popular del concierto para piano, y de su desarrollo durante el siglo XIX, estas secciones no son simplemente exhibiciones vacías, sino breves pasajes que encajan en el esquema general.
Las secciones centrales, como ocurre en muchas producciones sinfónicas de Mozart, son normalmente breves, y rara vez contienen el tipo de desarrollo asociado, en particular, a Beethoven. En otras palabras, Mozart normalmente genera sus secciones barajando, condensando y modulando material temático, pero no tomando un tema simple y desarrollándolo realmente en nuevas posibilidades. No obstante, como en el caso de todas las generalizaciones que conciernen a los conciertos para piano, esto puede ser exagerado: así, la sección central del n.º 25, por ejemplo, puede ser descrita como un auténtico desarrollo; en otros conciertos, como el n.º 16, no se hace tal cosa.
Los temas de Mozart se emplean con astucia, por lo que encajan juntos de varias maneras. A pesar de los avances formales en el preludio, los temas fueron usados a veces posteriormente en diferentes órdenes, por lo que el esquema de un preludio ABCDE podía más tarde convertirse en ABADA o similar. Algunos de los materiales de ritornello del preludio podían no aparecer nunca más, o solo al final. Por ejemplo, en el Concierto para piano n.º 19 en fa mayor, el tema C no aparece de nuevo, mientras que el E y el F solo aparecen para finalizar el movimiento. Esta flexibilidad es de particular importancia en la recapitulación que, aunque comienza con el habitual restablecimiento de un tema del preludio, no es una simple repetición del mismo. Más bien los condensa y varía de tal manera que al oyente no le resulte monótono por reproducción. El genio de los movimientos maduros de Mozart, por tanto, estriba en el hecho de que sea capaz de manipular una masa de material temático sin comprometer la concepción de la tonalidad; y el oyente, más que tener la impresión de que el compositor esté "jugueteando" con todos los temas, siente que Mozart verdaderamente usa «el arte para ocultar al arte».
Otro aspecto de gran importancia es la interacción entre el piano y la orquesta. En los primeros conciertos, como el n.º 13 en do mayor, así como en sus conciertos para dos y tres pianos, la interacción entre ambos es muy reducida, pero los conciertos posteriores desarrollan las delicadas relaciones entre ellos en un alto grado; por ejemplo, en el n.º 16, KV 451. Sus últimos conciertos se podrían describir verdaderamente como conciertos para "piano y orquesta", en lugar de los conciertos "para piano" del siglo XIX (por ejemplo, los de Edvard Grieg, etc.).
Debido a que Mozart estaba desarrollando la forma de sus conciertos mientras que los escribía, sin seguir ninguna "regla" preconcebida (aparte, presumiblemente, de su propio juicio del gusto), muchos de los conciertos contravienen una u otra de las antedichas generalizaciones. Por ejemplo, el KV 488 en la mayor carece de nuevo material en la exposición, y simplemente repite el material del preludio; es más, fusiona el primer ritornello y la sección central, como hace el KV 449 en mi bemol mayor. En varios de sus últimos conciertos no duda en introducir nuevo material en las supuestas secciones del ritornello, como en el KV 459, el KV 488 y el KV 491, o, en las secciones centrales (KV 453, KV 459, KV 488).

### Estructura del segundo movimiento
Los segundos movimientos de Mozart son variados, pero en general podemos clasificarlos en varias categorías. La mayor parte de ellos están marcados como Andante, pero al menos en el caso del concierto en la mayor (KV 488), Mozart marcó el segundo movimiento como Adagio, presumiblemente para hacer hincapié en su naturaleza conmovedora. En cambio, el movimiento lento del alegre concierto n.º 19 en fa mayor está marcado como Allegretto, en conformidad con el carácter de todo el concierto. Hutchings ofrece la siguiente lista de tipos de movimiento (ligeramente modificada):
KV 175: Forma sonata

KV 238: Aria-sonata

KV 242: Forma sonata

KV 246: Aria

KV 271: Aria

KV 365: Diálogo binario

KV 413: Aria estrófica binaria

KV 414: Aria estrófica binaria

KV 415: Forma ternaria con coda

KV 449: Forma ternaria con coda

KV 450: Variaciones con coda

KV 451: Rondó

KV 453: Aria

KV 456: Variaciones

KV 459: Forma sonata (pero sin desarrollo)

KV 466: Romanza

KV 467: Irregular

KV 482: Variaciones

KV 488: Forma sonata

KV 491: Romanza

KV 503: Forma sonata sin desarrollo

KV 537: Romanza

KV 595: Romanza
Cuthbert Girdlestone considera que los movimientos lentos de los conciertos para piano de Mozart se clasifican en cinco grupos fundamentales: «galantes», «románticos», «de ensueño», «meditativos» y «menores».

### Estructura del tercer movimiento
Los terceros movimientos de Mozart se encuentran generalmente en la forma de un rondó, estructura ligera y habitual en la época. Sin embargo, dos de sus más importantes finales, el del KV 453, y el del KV 491, están en forma de variaciones, y ambos movimientos están considerados como dos de sus mejores. Además, otros tres conciertos, el KV 450, KV 451 y KV 467 pueden ser considerados como forma rondó-sonata, con el segundo tema modulando a la dominante (si el movimiento está en modo mayor) o al relativo mayor (si está en modo menor).
No obstante, la simple estructura estribillo-episodio-estribillo-episodio-estribillo de un rondó no escapa a la atención de Mozart. La dificultad para Mozart con la típica estructura del rondó estriba en el hecho de que es estrófica por naturaleza; id est, la estructura está dividida en series altamente diferenciadas y en distintas secciones. Sin embargo, tal estructura no se presta a crear una unidad general en el movimiento, por lo que Mozart intenta varias posibilidades para tratar de superar este problema. Por ejemplo, puede concebir complejos primeros temas (KV 595), darles tratamiento contrapuntístico (KV 459), o rítmico y variar el propio tema (KV 449). En general, los terceros movimientos de los concieros para piano de Mozart son tan variados como los primeros, y su relación con un rondó es tan estrecha que poseen una primera melodía (estribillo) que regresa.

## Consideraciones de la interpretación
La interpretación de los conciertos de Mozart se ha convertido en un tema de considerable interés en los últimos años, con varios aspectos a tener en cuenta, como el tamaño de la orquesta y su instrumentación, las cadenzas, el papel del solista y del continuo, y la improvisación de la parte para piano, que son objeto de debate en la actualidad.

### Orquesta
Los conciertos de Mozart fueron interpretados en vida del compositor en gran variedad de arreglos, y sin lugar a dudas, la orquesta disponible variaría de un lugar a otro, condicionando indudablemente la interpretación. Las obras más profundas, como por ejemplo, el KV 413, el KV 414 o el KV 415, eran ideales para su ejecución en el salón de algún aristócrata amante de la música: el propio Mozart los anunciaba como de posible interpretación a quattro, id est, con un cuarteto de cuerda acompañando al piano.
En lugares más grandes, como salas o teatros (o incluso, al aire libre), se podían emplear plantillas orquestales más amplias, lo cual era un requisito para los conciertos con una instrumentación más rica, como el KV 503. En particular, los conciertos posteriores poseen una sección de viento-metal que está absolutamente integrada en la música. Un anuario del año 1782 del Burgtheater de Viena, sugiere que, para el teatro, había treinta y cinco miembros de la orquesta; por ejemplo, seis primeros y seis segundos violines; cuatro violas, tres violonchelos, tres contrabajos, pares de flautas, clarinetes, oboes y fagotes, trompas y trompetas, y timbales.

### Piano

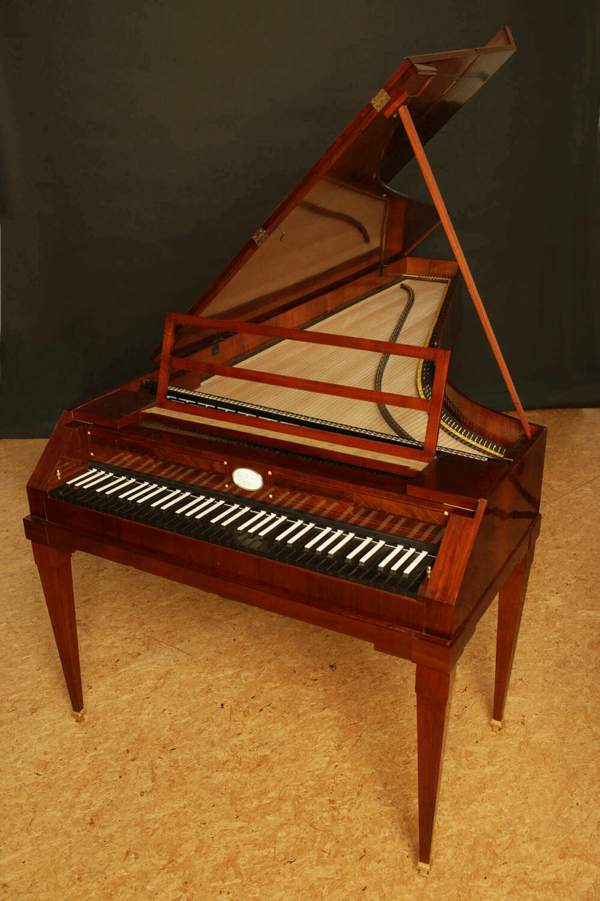
Fortepiano de Paul McNulty, circa 1805, sin duda muy similar el que tendría el propio Mozart. Puede observarse como en la época era habitual encontrar todavía instrumentos con el color de las teclas invertido: teclas naturales de color negro y teclas accidentales de color blanco.

Todo los conciertos maduros de Mozart estaban escritos para piano y no para clavecín. Su primeros esfuerzos en el género desde mediados de 1760 eran presumiblemente para clavecín, pero Nathan Broder mostró en 1941 que el propio Mozart no usó el clavecín en ningún concierto desde el n.º 12 (KV 414) en adelante. Aunque los primeros pianos vieneses eran por lo general instrumentos más bien inferiores, los fortepianos fabricados por el amigo de Mozart, Johann Andreas Stein y Anton Walter, instrumentos muy admirados por el compositor, eran mucho más adecuados para los propósitos de Mozart. Por supuesto, los fortepianos de la época eran instrumentos mucho más silenciosos que los modernos pianos de gran cola, por lo que el equilibrio entre la orquesta y el solista resulta difícilmente reproducible en los instrumentos actuales, especialmente cuando se emplean orquestas pequeñas. El incremento del interés en la "interpretación auténtica" en las últimas décadas ha reavivado, no obstante, el uso del fortepiano, existiendo actualmente algunas grabaciones con una reconstrucción aproximada del sonido que el propio Mozart pudo haber esperado.

#### Papel del continuo
Parece probable, aunque no sea absolutamente seguro, que el piano pudo haber conservado su antiguo papel de bajo continuo en los tutti orquestales de los conciertos, y posiblemente, también en otras piezas mozartianas. Que esta fuera la intención de Mozart se seduce de varias líneas de evidencia:
1. En primer lugar, la parte de piano se localiza en los autógrafos en la parte de abajo de la partitura (por debajo de los bajos), en lugar de en la parte central, como ocurre en las partituras modernas.
2. En segundo lugar, Mozart escribió "CoB"[nota 14] en el pentagrama inferior de la parte de piano en los tutti, lo que implica que la mano izquierda debía reproducir la parte de los bajos. En ocasiones, este bajo era continuo —por ejemplo, en la primera edición de Artaria de los conciertos números 11-13— y el propio Mozart y su padre añadieron figuración a algunos de los conciertos, como la tercera parte para piano del n.º 7 para tres pianos (KV 242), y el n.º 8 (KV 246), donde Mozart incluso llegó a retocar la figuración.

Por otra parte, esta visión no está completamente aceptada. Charles Rosen, por ejemplo, opina que la característica principal del concierto para piano es el contraste entre el solo, acompañado, y las secciones de tutti; y este drama psicológico podría haberse arruinado si el piano tocase eficazmente todo el tiempo, aunque discretamente. Como apoyo a esta cuestión, Rosen argumenta que el bajo continuo publicado en el n.º 13 (KV 415) fue un error que no se debe a Mozart; que la figuración presente en el n.º 8 (KV 246) había sido ideada por Mozart para orquestas con una plantilla muy reducida (es decir, instrumentos de cuerda sin vientos), y que la instrucción "CoB" era para propósitos de entrada. En cambio, otros estudiosos, entre los que cabe mencionar a Robert D. Levin, han alegado que la auténtica forma en que estos conciertos eran interpretados por Mozart y sus contemporáneos podría haber sido incluso mucho más ornamentada que los acordes sugeridos en la figuración. Un lugar en el que es muy habitual incorporar el piano a la orquesta es en los últimos compases después de la cadenza, donde la orquesta toca por sí sola hasta el final (excepto en el n.º 24, KV 491), pero en la práctica, los pianistas suelen acompañar a la orquesta.
Hasta donde llega la práctica actual, el asunto es complicado, debido a la amplia variedad que existe hoy en día en cuanto a instrumentación. Los primitivos fortepianos producían un sonido más "orquestal", que se acoplaba sin problemas en el fondo de la orquesta, por lo que una discreta parte de continuo podía haber fortalecido la producción sonora de la orquesta sin que se viese perjudicada la estructura ritornélica propia de los conciertos para piano de Mozart. Además, lo corriente en las interpretaciones de la época era que el solista dirigiese además la orquesta, que Mozart seguramente haría, por lo que añadir el continuo podría haber ayudado a mantener la cohesión entre los integrantes de la orquesta. Finalmente, cabría señalar que la inmensa mayoría de las interpretaciones de los conciertos para piano de Mozart se hacen actualmente en vivo, más que en estudios de grabación, en los que se trata de favorecer el sonido del piano (id est, la perfecta combinación sonora de piano y orquesta es más difícil de lograr en el estudio que en la sala de conciertos); de ahí que la interpretación de la parte de continuo por parte del solista en grabaciones pueda resultar demasiado intrusiva y obvia para muchos gustos.
No obstante, la interpretación del continuo ha ido recuperándose tímidamente en las grabaciones modernas con fortepiano. Esta iniciativa ha tenido cierto éxito en la mayoría de los casos o, al menos, no se detecta ningún tipo de intrusión.

#### Cadenzas
La fama de Mozart como improvisador (véase sección siguiente) ha llevado a muchos investigadores a pensar que las cadenzas y Eingänge fueron en gran parte fruto de sus propias improvisaciones durante la interpretación de los conciertos. Sin embargo, contra esto puede argumentarse que las propias cadenzas de Mozart se conservan en la mayoría de los conciertos, y pudieron haber existido en otros.
Por otra parte, las cadenzas no se proporcionaban a los editores como parte del concierto, y sin duda podría esperarse que otros pianistas hubiesen proporcionado las suyas propias. De esta forma, la opinión está claramente dividida, con especialistas, entre ellos Arthur Hutchings, que exhortan al empleo de las cadenzas del propio Mozart cuando estas estén disponibles, y cuando no las haya, usar las que más se asemejen al estilo de Mozart, especialmente en lo que se refiere a la extensión (es decir, cadenzas breves). Los tipos de problemas que existen están ejemplificados en la cadenzas escritas por el joven Ludwig van Beethoven para el mozartiano Concierto para piano n.º 20 en re menor, que no dispone de cadenzas del propio Mozart; Hutchings se queja de que, aunque estas cadenzas son la mejor opción disponible, el genio de Beethoven brilla en ellas y, en consecuencia, las convierte en una «pieza dentro de otra pieza» que tiende a distraer de la unidad de los movimientos como un todo.
En la actualidad, se conservan las cadenzas que el propio Mozart escribió para quince de sus conciertos, la mayoría de ellos pertenecientes a su etapa de madurez. Además de las que se incluyen en la lista siguiente, parece que existieron con toda probabilidad las cadenzas de los conciertos números 20 (KV 466) y 21 (KV 467), perdidas hoy en día.
- N.º 5 (KV 175): dos versiones para cada uno de los dos primeros movimientos.
- N.º 8 (KV 246): dos para el primer movimiento, tres para el segundo.
- N.º 9 (KV 271): dos para cada movimiento.
- N.º 10 (KV 365): para el primer y el segundo movimientos.
- N.º 11 (KV 413): para el primer y el segundo movimientos.
- N.º 5 (KV 414): para todos los movimientos, dos para el segundo.
- N.º 12 (KV 415): para todos los movimientos.
- N.º 14 (KV 449): para el primer movimiento.
- N.º 15 (KV 450): para el primer y el tercer movimientos.
- N.º 16 (KV 451): para el primer y el tercer movimientos.
- N.º 17 (KV 453): dos para el primer y el segundo movimientos.
- N.º 18 (KV 456): dos para el primer movimiento, uno para el tercero.
- N.º 19 (KV 459): para el primer y el tercer movimientos.
- N.º 23 (KV 488): para el primer movimiento.[nota 18]
- N.º 27 (KV 595): para el primer y el tercer movimientos.

#### Improvisación
Quizá el aspecto más controvertido de los conciertos es el hecho de que Mozart (u otros intérpretes contemporános) pudieron haber embellecido la parte de piano sobre la marcha en el curso de una interpretación a partir de lo escrito en la partitura. La habilidad del propio Mozart para improvisar era célebre en su época, y en ocasiones llegó a tocar a partir de partes de piano muy esquematizadas en la partitura. Además, hay varias partes "vacías" en las partituras de los conciertos que han llevado a pensar que estaban destinadas a sugerir en el intérprete la improvisación de ornamentos en esos puntos, siendo el más destacado el final del segundo movimiento en fa sostenido menor del Concierto para piano n.º 23 en la mayor, KV 488 (el final del primer sujeto del segundo movimiento del n.º 24 en do menor, KV 491, es otro ejemplo). El manuscrito evidencia el hecho de que tal ornamentación sugerida debió haber sido improvisada realmente (por ejemplo, una versión ornamentada del movimiento lento del n.º 23, aparentemente obra de su alumna aventajada Barbara Ployer).
En 1840, los hermanos Philipp Karl y Heinrich Anton Hoffmann publicaron pruebas de esto. Ambos habían escuchado una de las interpretaciones que Mozart había llevado a cabo de dos de sus conciertos, n.º 19 y n.º 26 (KV 459 y KV 537, respectivamente) en Fráncfort del Meno en 1790. Philip Karl afirmaba que Mozart interpretaba sus movimientos lentos «tiernamente y con buen gusto, unas veces de una forma y otras de otra, de acuerdo con la inspiración de su genio en cada momento», y publicó más tarde, en 1803, las versiones ornamentadas de los movimientos lentos de seis de los últimos conciertos de Mozart (KV 467, KV 482, KV 488, KV 491, KV 503 y KV 595).
El propio Mozart escribió a su hermana en 1784 admitiendo que se había perdido una parte del movimiento lento del KV 451, y un fragmento embellecido del pasaje en cuestión se halla en la actualidad en la Abadía de San Pedro de Salzburgo, presumiblemente la parte que él le había enviado a su hermana.
Mozart también escribió versiones ornamentadas de algunas de sus sonatas para piano, incluida la Sonata Dürnitz, KV 284/205b; el movimiento lento de la KV 332/300k; y el movimiento lento de la KV 457. En todas esas obras, los ornamentos aparecen en las primeras ediciones publicadas bajo supervisión de Mozart, lo que sugiere que podrían representar ejemplos de ornamentación para que los siguiesen pianistas menos experimentados.
Así, la existencia de esos añadidos de la propia mano de Mozart, y de algunas otras versiones ornamentadas publicadas a principios del siglo XIX sugieren que lo que se esperaba de la interpretación de tales conciertos, especialmente de los movimientos breves, era la ornamentación de los mismos de acuerdo con el gusto y la habilidad del intérprete, por lo que las versiones escuchadas comúnmente en la actualidad no reflejan con total exactitud lo que experimentaban los oyentes de aquellas obras en su época.

## Valoración y acogida
El desarrollo por parte de Mozart del concierto para piano hizo que desembocase en una compleja forma que nunca llegó a ser superada: de los compositores posteriores (especialmente después de Beethoven, quien tomó nota del procedimieto mozartiano) solo Johannes Brahms puso atención realmente a su clasicismo, como expresó en la estructura formal de esas obras.
Su valor musical y su popularidad, naturalmente amplia, no se deben a su estructura formal, sino a su contenido musical. Los conciertos para piano de Mozart muestran pasajes de transición seguros, modulaciones, disonancias, acordes de sexta napolitana y retardos descendentes. Esta habilidad técnica, combinada con un dominio completo de sus recursos orquestales, en particular del los instrumentos de viento-madera en sus conciertos tardíos, le permitieron crear una enorme variedad de afectos, desde el carácter de ópera cómica del final del KV 453, hasta el estado de ensoñación del célebre andante del KV 467, o la majestuosa expansividad de su Concierto n.º 25, KV 503. El propio Mozart dio gran importancia a los conciertos, algunos de los cuales guardó cuidadosamente. Por ejemplo, el n.º 23 fue publicado de forma póstuma, y la partitura fue guardada por su familia y un reducido círculo de amigos a los que pidió explícitamente que no la diesen a terceras personas.
Las cualidades de los conciertos para piano, aunque minusvaloradas durante algún tiempo (especialmente durante el siglo XIX), han vuelto a recobrar la estima del público en los últimos cincuenta años; y la larga relación de célebres compositores que han escrito cadenzas para los conciertos avala este hecho. Sin lugar a dudas, Beethoven se sintió impresionado por estos conciertos: su Concierto para piano n.º 3 está inspirado claramente en el n.º 24 de Mozart; y su producción concertística al completo tiene como punto de partida las concepciones mozartianas.
A pesar de su renombre, los conciertos para piano de Mozart no carecen de detractores. Incluso entre los conciertos de su etapa de madurez compositiva, hay ejemplos de movimientos a los que se podría achacar que no están a la altura de su genio creativo. Esto se cumple en especial para algunos de los últimos movimientos, que pueden resultar demasiado ligeros como para equilibrar el contenido dramático de los otros dos movimientos; por ejemplo, el último movimiento del n.º 16. Girdlestone considera que hasta los movimientos más célebres, como el último movimiento del n.º 23, no resuelven satisfactoriamente los problemas estructurales inherentes a la forma rondó, y afirma que no fue hasta el último movimiento de la Sinfonía «Júpiter» cuando Mozart logró producir un último movimiento realmente grandioso.
De la misma manera, algunos movimientos lentos han sido considerados en ciertas ocasiones como repetitivos. Este el punto de vista de Hutchings acerca de las romanzas en general, y de la del n.º 20 en particular, una valoración que fue discutida posteriormente por Grayson.
En la actualidad, al menos tres de los conciertos para piano de Mozart (números 20, 21 y 23) se hallan entre las obras más grabadas y conocidas del repertorio clásico, y la salida al mercado de varias grabaciones de las conciertos completos, entre las que cabe destacar las de las casas Philips y Naxos, ha permitido que algunos de los conciertos menos conocidos hayan incrementado su popularidad.

## Localización de las partituras autógrafas
Las partituras autógrafas de los conciertos de Mozart, en manos de su viuda tras la muerte del compositor, fueron puestas a disposición del editor Johann Anton André en 1799, y muchas de ellas pasaron a las colecciones de la Biblioteca Estatal de Prusia de Berlín en 1873. Otros autógrafos acabaron en manos del arqueólogo, filólogo y compositor alemán Otto Jahn, quien las adquirió en 1869. Una parte de la colección de André estuvo circulando por manos privadas durante mucho tiempo; hasta que en 1948 Hutchings recopiló los paraderos de los autógrafos, dos de ellos (las partituras de los números 6 y 21) estaban en posesión de la familia Wittgenstein en Viena, mientras que el n.º 5 pertenecía a F. A. Grassnick en Berlín y el n.º 26 era de D. N. Heinemann en Bruselas; el resto estaba esparcido por varios museos.
No obstante, en los últimos cincuenta años, todas las partituras autógrafas existentes han sido llevadas a distintas bibliotecas. La colección de autógrafos de la Biblioteca Estatal de Prusia fue evacuada en su totalidad durante la Segunda Guerra Mundial al frente oriental, donde se le perdió el rastro, dándosela por desaparecida hasta la década de 1970: para entonces, estas partituras reaparecieron en Polonia y, en la actualidad, se encuentran en la Biblioteca de la Universidad Jagellónica de Cracovia. Además, han salido a la luz varias copias usadas por Mozart y su familia.
La relación de localizaciones de los autógrafos confeccionada por Cliff Eisen en 1997 es:
- Números 1 (KV 37), 2 (KV 39), 3 (KV 40) y 4 (KV 41): Biblioteca de la Universidad Jagellónica, Cracovia.
- N.º 5 (KV 175): Partitura autógrafa perdida; copia de la familia Mozart: Archiabadía de San Pedro, Salzburgo.
- N.º 6 (KV 238): Biblioteca del Congreso de Estados Unidos, Washington D. C.; la copia de la familia Mozart se halla en la Archiabadía de San Pedro, Salzburgo.
- N.º 7 (KV 242): Biblioteca de la Universidad Jagellónica, Cracovia. Otras copias: Biblioteca Estatal de Berlín; Biblioteca de la Universidad de Stanford.
- N.º 8 (KV 246): Biblioteca de la Universidad Jagellónica, Cracovia. Copia de la familia Mozart en la Archiabadía de San Pedro, Salzburgo.
- N.º 9 (KV 271): Biblioteca de la Universidad Jagellónica, Cracovia. Copia de la familia Mozart en la Archiabadía de San Pedro, Salzburgo.
- N.º 10 (KV 365): Biblioteca de la Universidad Jagellónica, Cracovia. Copia de la familia Mozart en la Archiabadía de San Pedro, Salzburgo; una copia se halla en Statni Zamek a Zahrady, Kromeriz, República Checa.
- N.º 11 (KV 413): Biblioteca de la Universidad Jagellónica, Cracovia. Copia incompleta de la familia Mozart en la Archiabadía de San Pedro, Salzburgo.
- N.º 12 (KV 414): Biblioteca de la Universidad Jagellónica, Cracovia. Copia incompleta de la familia Mozart en la Archiabadía de San Pedro, Salzburgo.
- N.º 13 (KV 415): Biblioteca de la Universidad Jagellónica, Cracovia. Copia de la familia Mozart en la Archiabadía de San Pedro, Salzburgo.
- N.º 14 (KV 449): Biblioteca de la Universidad Jagellónica, Cracovia. Copia de la familia Mozart en la Archiabadía de San Pedro, Salzburgo.
- N.º 15 (KV 450): Thüringische Landesbibliothek, Weimar, Alemania.
- N.º 16 (KV 451): Biblioteca de la Universidad Jagellónica, Cracovia. Copia de la familia Mozart en la Archiabadía de San Pedro, Salzburgo.
- N.º 17 (KV 453): Biblioteca de la Universidad Jagellónica, Cracovia.
- N.º 18 (KV 456): Biblioteca de la Universidad Jagellónica, Cracovia.
- N.º 19 (KV 459): Biblioteca de la Universidad Jagellónica, Cracovia.
- N.º 20 (KV 466): Bibliothek und Archiv, Gesellschaft der Musikfreunde, Viena. Copia de la familia Mozart en la Archiabadía de San Pedro, Salzburgo.
- N.º 21 (KV 467): Biblioteca y Museo Morgan, Nueva York.
- N.º 22 (KV 482): Biblioteca de la Universidad Jagellónica, Cracovia.
- N.º 23 (KV 488): Biblioteca Nacional de Francia, París.
- N.º 24 (KV 491): British Library, Londres.
- N.º 25 (KV 503): Biblioteca de la Universidad Jagellónica, Cracovia.
- N.º 26 (KV 537): Biblioteca del Congreso de Estados Unidos, Washington D. C.
- N.º 27 (KV 595): Biblioteca de la Universidad Jagellónica, Cracovia.